# Grand Prix automobile de Nîmes 1932

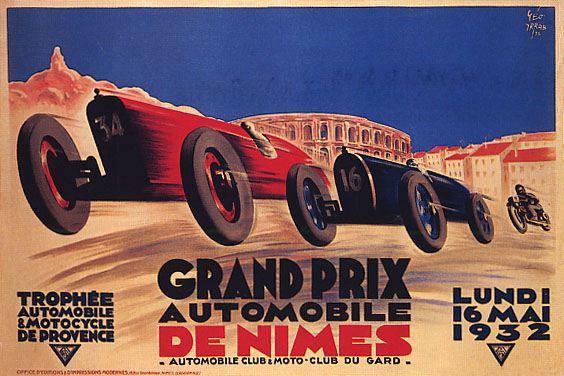
L'affiche de l'épreuve.

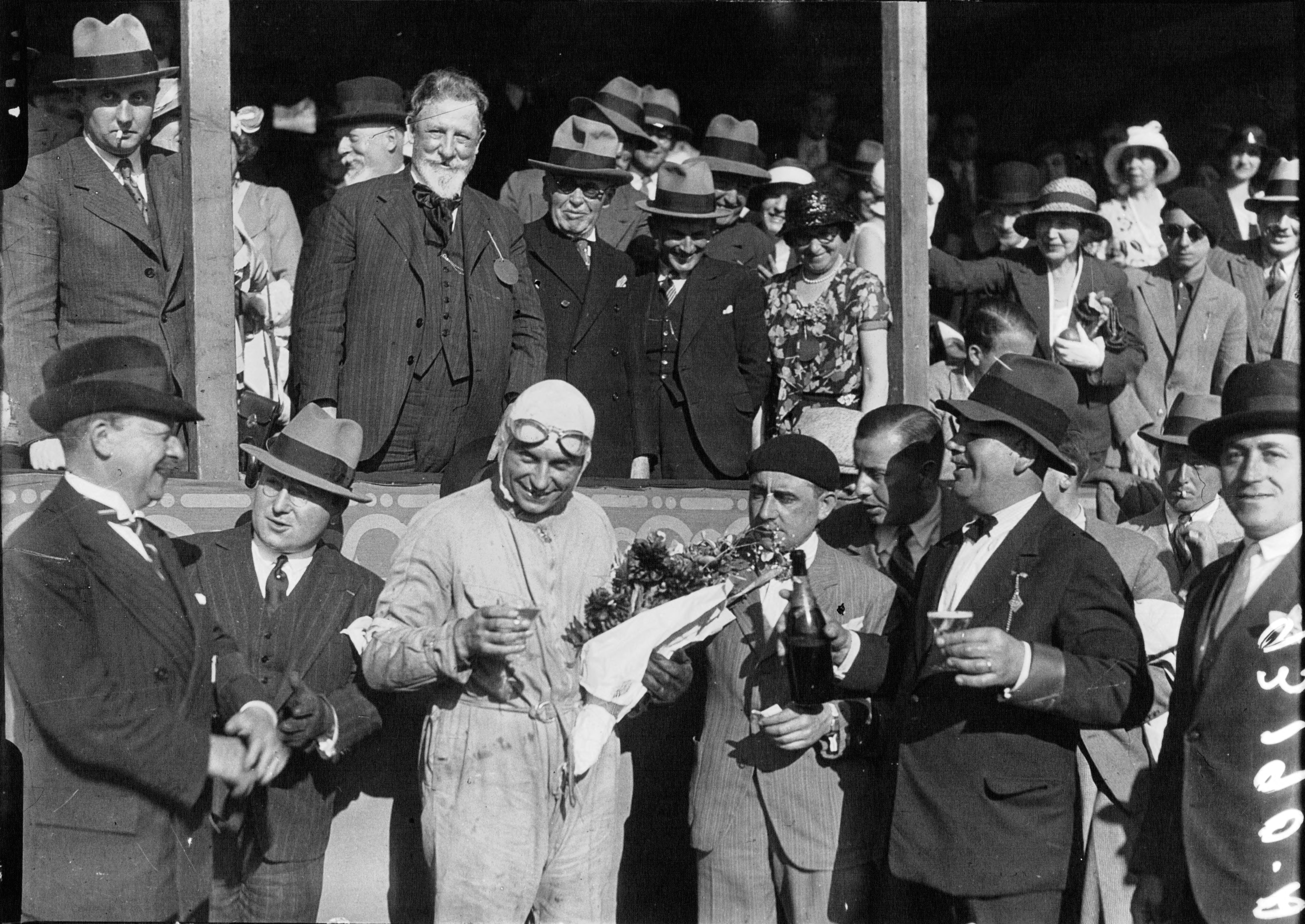
Benoit Falchetto le vainqueur.

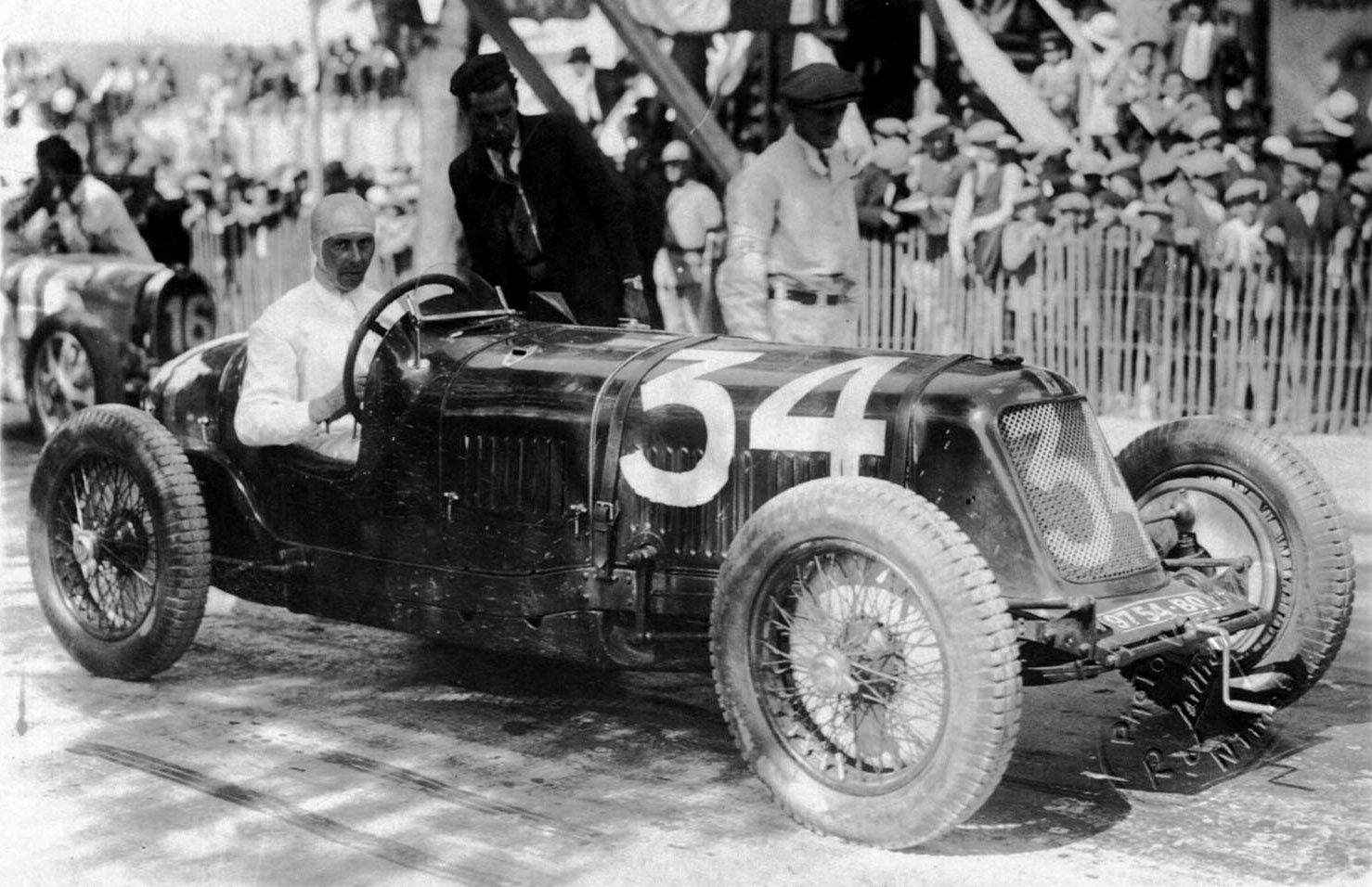
René Dreyfus deuxième.

Le Grand Prix automobile de Nîmes 1932 est une course automobile qui s'est couru dans la ville française de Nîmes en 1932.

## Le Grand Prix
| Pos. | no | Pilote                 | Écurie | Châssis          | Tours | Temps/Abandon     |
| ---- | -- | ---------------------- | ------ | ---------------- | ----- | ----------------- |
| 1    | 16 | Benoît Falchetto       | Privé  | Bugatti T35B     | 70    | 1 h 33 min 28 s 4 |
| 2    | 34 | René Dreyfus           | Privé  | Maserati 26M     | 79    | + 1 tour          |
| 3    | 18 | Stanisław Czaykowski   | Privé  | Bugatti T51      | 68    | + 2 tours         |
| 4    | 2  | Philippe Étancelin     | Privé  | Alfa Romeo Monza | 67    | + 3 tours         |
| 5    | 22 | Cousinié               | Privé  | Bugatti T35B     | 66    | + 4 tours         |
| Abd. | 14 | Charles Druck          | Privé  | Bugatti T35C     | 42    | Roue              |
| Abd. | 4  | Louis Chiron           | Privé  | Bugatti T51      | 69    | Tuyau d'essence   |
| Abd. | 6  | Edouard Roux           | Privé  | Bugatti T35      | 2     |                   |
| Abd. | 10 | Hellé Nice             | Privé  | Bugatti T35C     | 2     |                   |
| Abd. | 20 | Maurice Jamy           | Privé  | Bugatti T35B     | 0     | Incendie          |
| Abd. | 8  | Canin                  | Privé  | Bugatti T35B     | 0     | Accident          |
| Np.  | 12 | Louis-Aimé Trintignant | Privé  | Bugatti T35C     |       |                   |
| Np.  | 24 | Ferrant                | Privé  | Peugeot          |       |                   |

- Légende: Abd.=Abandon - Np.=Non partant.

## Autres Courses

### Trophées de Provence[2]
- Course 2L (101.5 kilomètres):  Stanisław Czaykowski sur Bugatti T35B (avec meilleur tour en course);
- Course 1.5L. (87 kilomètres):  Anne-Cécile Rose-Itier sur Bugatti T37A (avec meilleur tour en course);
- Course 1.1L. (43.5 kilomètres): course 1  Raymond Chambost sur Salmson (avec meilleur tour en course) et course 2  José Scaron sur Amilcar C6 (avec meilleur tour en course).

### Moto 175
| Pos. | no  | Pilote          | Châssis                          | Tours | Temps/Abandon  |
| ---- | --- | --------------- | -------------------------------- | ----- | -------------- |
| 1    | 4   | Bergallo        | Terrot                           | 12    | 22 min 54 s 91 |
| 2    | 8   | Dalmasso        | Moto Club d'Aubagne              | 12    | 22 min 58 s 2  |
| 3    | 20  | Henri Suau      | Monet-Goyon                      | 12    | 23 min 4 s     |
| 4    | 12  | D'Ormoy         | Favor                            | 12    | 24 min 47 s    |
| 5    | 6   | ALéonard        | ALéonard Spéciale                | 11    | + 1 tour       |
| 6    | 124 | Robert Braccini | Monet-Goyon                      | 10    | + 2 tours      |
| 7    | 18  | Borchi          | M.C. Marseille                   | 10    | + 2 tours      |
| 8    | 16  | Bec             | M.C. Marseille                   | 10    | + 2 tours      |
| Np.  | 114 | Berliet         | UM Vaucluse                      |       |                |
| Np.  | 24  | Codur           | Moto Club de Digne               |       |                |
| Np.  | 22  | Belou           | Moto Club de St-Cyprien Toulouse |       |                |
| Np.  | 14  | Trottobas       | M.C. Marseille                   |       |                |
| Np.  | 10  | Laborie         |                                  |       |                |
| Np.  | 2   | Sourdot         | Monet-Goyon                      |       |                |

- Légende: Abd.=Abandon - Np.=Non partant.

### Moto 250
| Pos. | no  | Pilote      | Châssis             | Tours | Temps/Abandon    |
| ---- | --- | ----------- | ------------------- | ----- | ---------------- |
| 1    | 26  | Sourdot     | Monet-Goyon         | 15    | 24 min 36 s      |
| 2    | 42  | Debaissieux | Monet-Goyon         | 15    | 24 min 37 s 6/10 |
| 3    | 44  | Bellagamba  | New Map             | 15    | 24 min 47 s      |
| 4    | 23  | Piscagila   | Rudge               | 15    | 25 min 35 s      |
| 5    | 34  | Garcia      | Moto Club Marseille | 13    | + 2 tours        |
| 6    | 40  | Fouchoutier | Magnat-Debon        | 13    | + 2 tours        |
| 7    | 48  | Tortelli    | M.C. Hyères         | 12    | + 3 tours        |
| Np.  | 32  | Padovani    | M.C. Marseille      |       |                  |
| Np.  | 36  | Brugidou    | M.C. Marseille      |       |                  |
| Np.  | 38  | Anceshi     | Monet-Goyon         |       |                  |
| Np.  | 40  | Pouchoulier | Magnat-Debon        |       |                  |
| Np.  | 46  | Orsetti     | M.C. Hyères         |       |                  |
| Np.  | 48  | Torteli     | M.C. Hyères         |       |                  |
| Np.  | 126 | Boetsch     | Terrot              |       |                  |

### Moto 350
| Pos. | no  | Pilote        | Châssis                  | Tours | Temps/Abandon   |
| ---- | --- | ------------- | ------------------------ | ----- | --------------- |
| 1    | 64  | Oilter        | Motosacoche              | 20    | 35 min 35 s 4/5 |
| 2    | 50  | Boetsch       | Terrot                   | 20    | 36 min 34 s     |
| 3    | 54  | Piscaglia     | Velocette                | 16    | + 4 tours       |
| 4    | 60  | Jean Braccini | Moto Club Aubagne        | 10    | + 10 tours      |
| Np.  | 52  | Debaisieux    | Monet-Goyon              |       |                 |
| Np.  | 56  | Bellegarde    | ?                        |       |                 |
| Np.  | 58  | Sauley        | A.M. Salon               |       |                 |
| Np.  | 62  | Lorent        | M.C. Aubagne             |       |                 |
| Np.  | 66  | Jean Duclos   | M.C. St Cyprien Toulouse |       |                 |
| Np.  | 68  | Antoine Belou | M.C. St Cyprien Toulouse |       |                 |
| Np.  | 70  | Fort          | New Map                  |       |                 |
| Np.  | 72  | Lauzat        | Magnat-Debon             |       |                 |
| Np.  | 74  | Vergier       | Terrot                   |       |                 |
| Np.  | 76  | Pradet        | M.C. Hyères              |       |                 |
| Np.  | 78  | D'Ubert       | M.C. Hyères              |       |                 |
| Np.  | 116 | Richard       | U-M Vaucluse             |       |                 |

- Légende: Abd.=Abandon - Np.=Non partant.

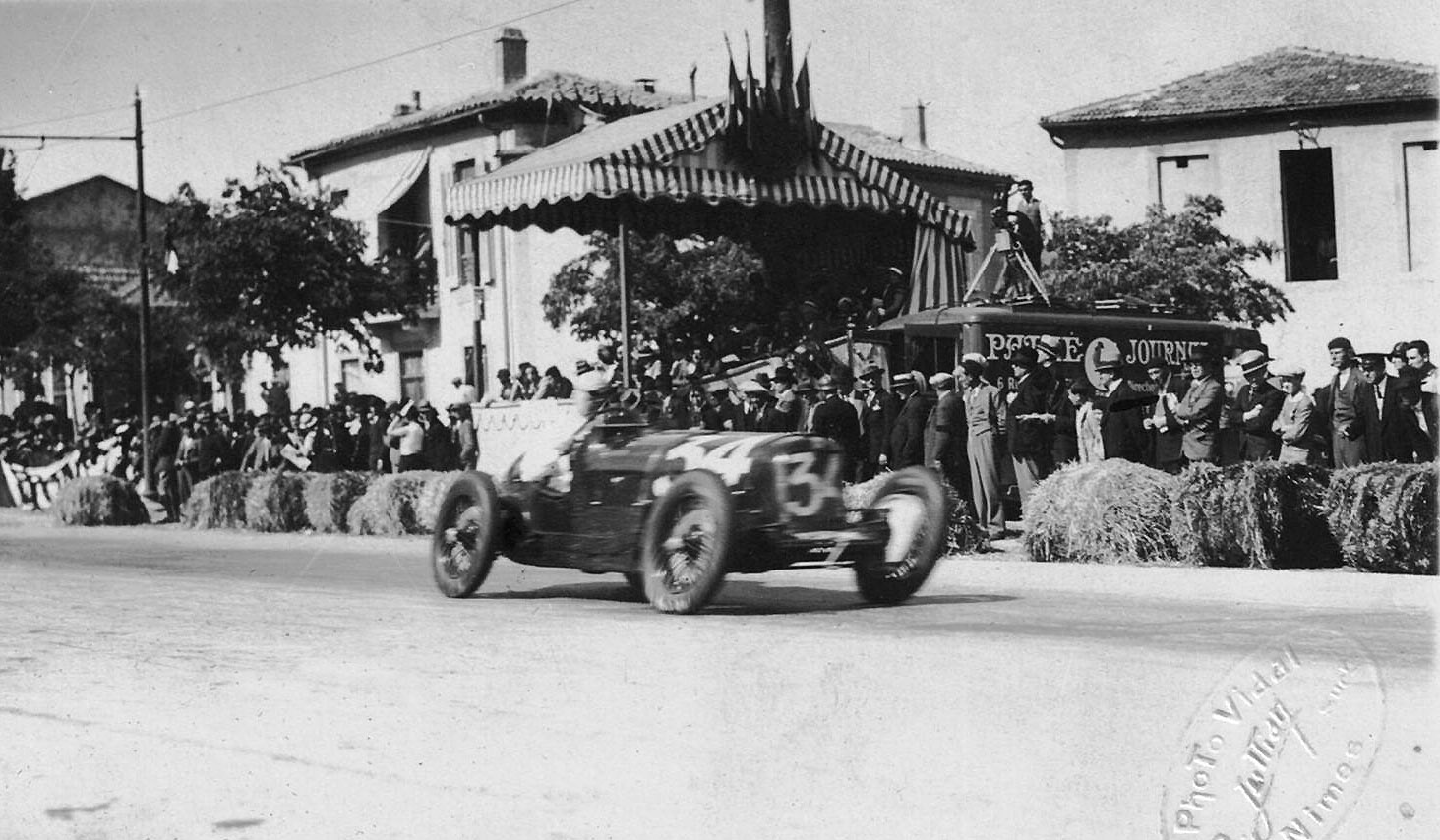
René Dreyfus en course.
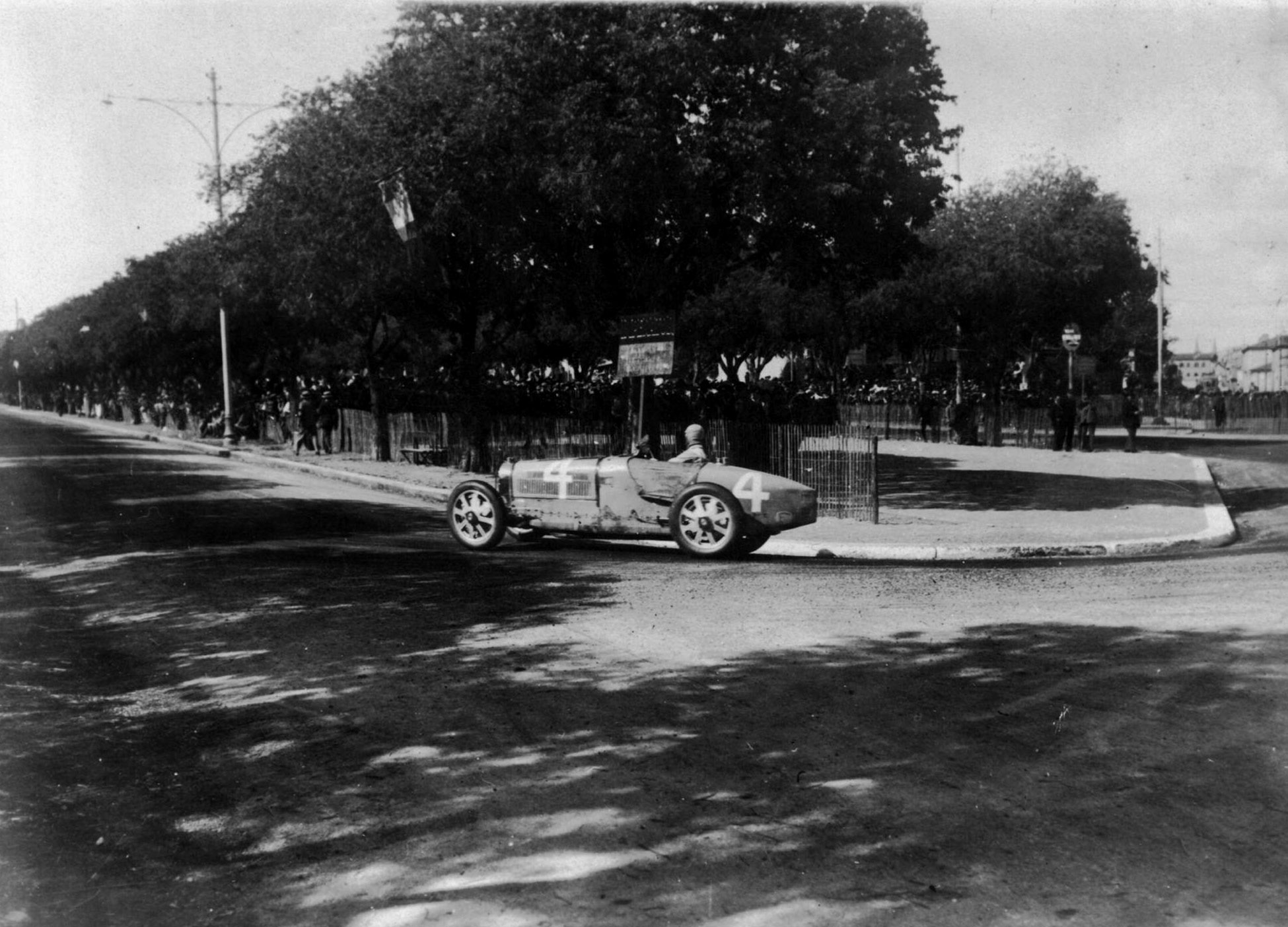
Louis Chiron Dans le virage de la route de Montpellier.
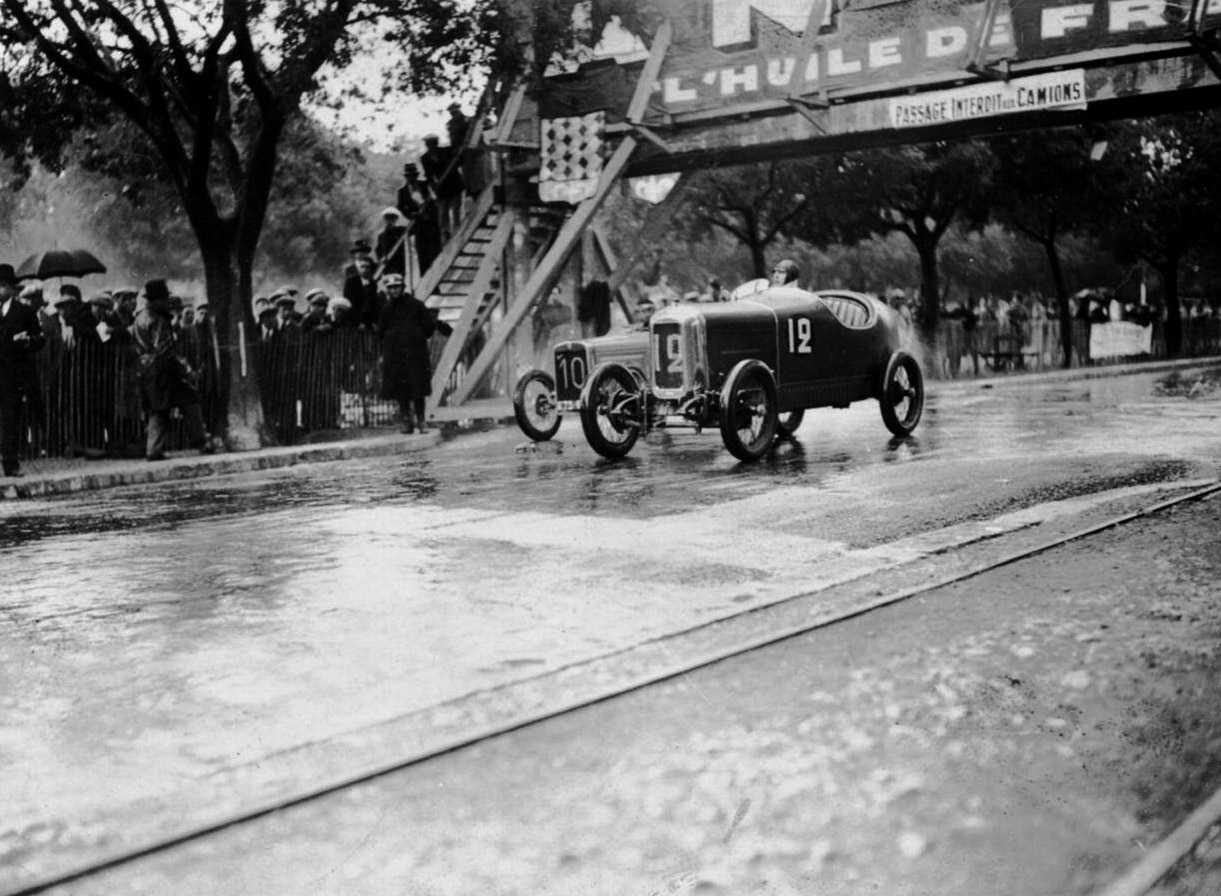
La ligne d'arrivée sous la pluie.
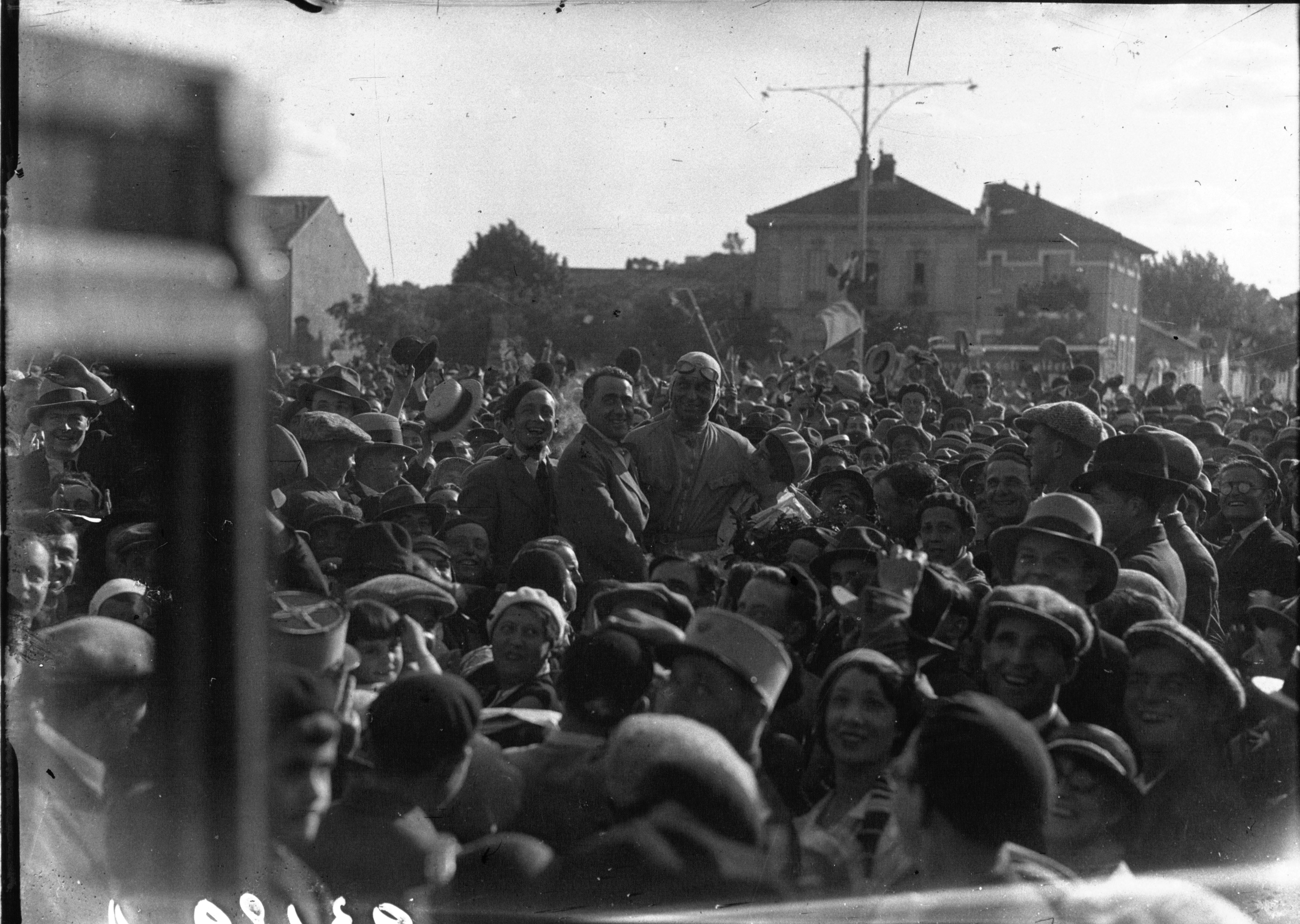
Falchetto porté en triomphe.